# Ubisoft Singapore
Ubisoft Singapore — сінгапурський розробник відеоігор, що належить компанії Ubisoft. Після заснування у 2008 році студія почала розробку свого першого проєкту, Teenage Mutant Ninja Turtles: Turtles in Time Re-Shelled, що є ремейком аркади Turtles in Time. Згодом команда співпрацювала з Ubisoft Montréal в розробці портів Prince of Persia: The Forgotten Sands. Студія брала участь у додатковій розробці Future Soldier із серії тактичних шутерів Tom Clancy's Ghost Recon і розробила іншу її частину — Phantoms. Команда також розробила пригодницький бойовик Skull and Bones (2024). Крім того, Ubisoft Singapore відома за додаткову розробку багатьох ігор серії пригодницьких бойовиків Assassin's Creed.

## Історія

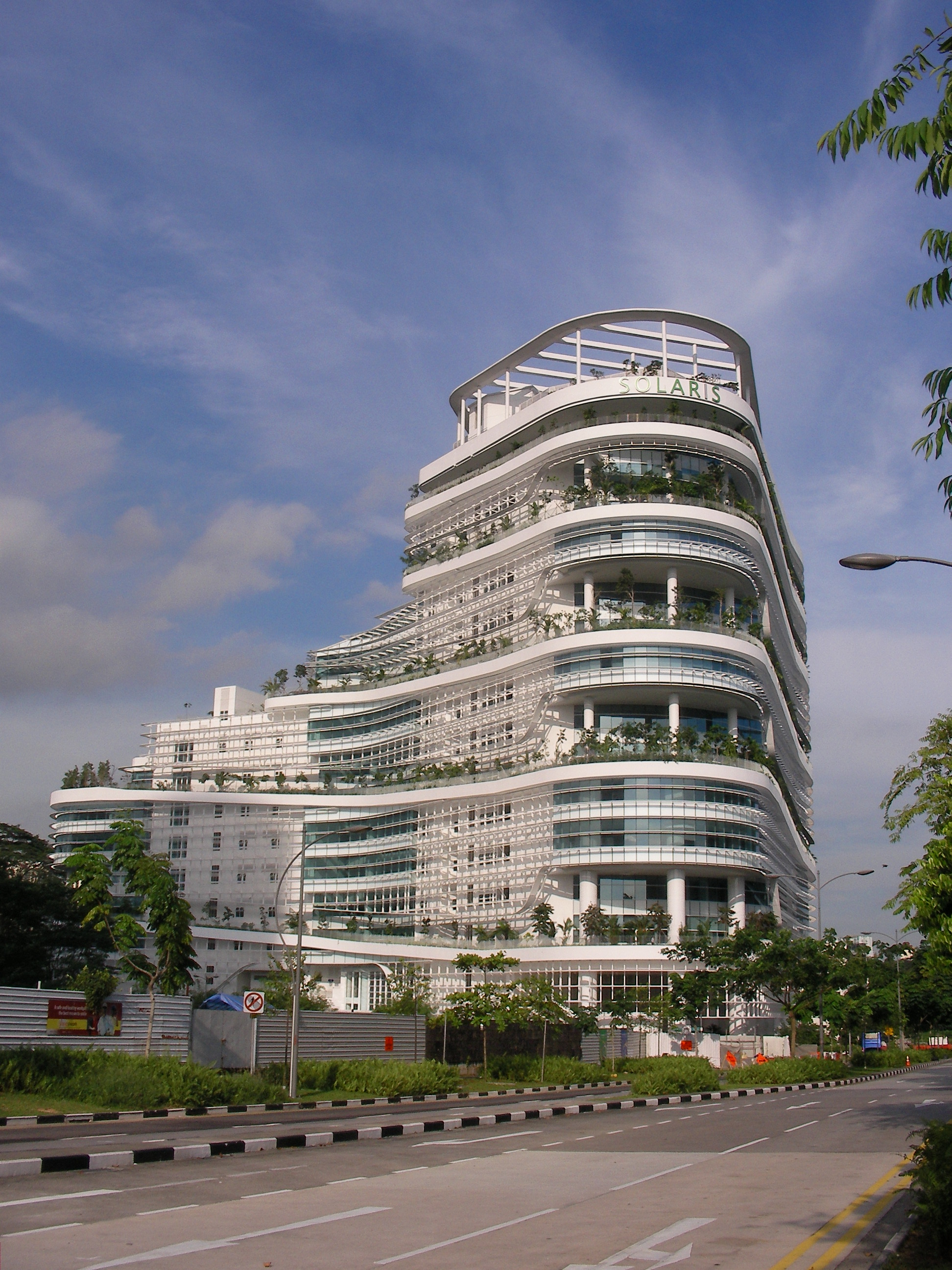
Будівля Соляріс, в якій знаходиться штаб-квартира Ubisoft Singapore

Ubisoft Singapore була заснована у 2008 році невеликою командою, що працювала в паризькій штаб-квартирі компанії Ubisoft, з метою створення мережі з виробництва ігор у частинах Південно-Східної Азії з найшвидшими темпами розвитку. Штаб-квартиру студії було розташовано в будівлі Соляріс на території сінгапурського науково-дослідного комплексу Fusionopolis. Ubisoft вирішила відкрити студію в Сінгапурі через його відкритість для міжнародного бізнесу, наявність персоналу зі знаннями в галузі розробки програмного забезпечення, а також щораз більшу популярність ринків умовно-безкоштовних і мобільних ігор в Азії. Ubisoft Singapore тісно співпрацює з кампусом університету DigiPen у Сінгапурі в рамках програми розвитку місцевих талантів для розробки відеоігор. Студія поділена на кілька команд, які одночасно працюють над різними проєктами.
Першим проєктом Ubisoft Singapore став Teenage Mutant Ninja Turtles: Turtles in Time Re-Shelled — ремейк аркади Turtles in Time (1991), який було випущено у 2009 році; гра отримала суперечливі відгуки критиків. Водночас студія долучилася до розробки кількох пригодницьких бойовиків — Assassin's Creed II (2009) та Prince of Persia: The Forgotten Sands (2010) із серій Assassin's Creed і Prince of Persia відповідно. Під час роботи над Assassin's Creed II до студії приєдналися декілька розробників, які працювали над першою частиною, щоби разом створювати ресурси та лінійні завдання. У випадку з The Forgotten Sands студія співпрацювала з Ubisoft Montréal над портами для Microsoft Windows, PlayStation 3 та Xbox 360. Згодом Ubisoft Singapore була долучена до розробки Assassin's Creed: Revelations (2011) і портування тактичного шутера Future Soldier (2012) із серії Tom Clancy's Ghost Recon на Windows. Студія виконувала додаткову розробку Assassin's Creed III (2012) та Assassin's Creed IV: Black Flag (2013), включно з морськими боями. Між цим вона розробила Tom Clancy's Ghost Recon Phantoms, яка була випущена у 2014-му після двох років бета-тестування й отримала суперечливі відгуки. Ubisoft Singapore також допомагала в розробці чергових частин Assassin's Creed, включно з Unity (2014), Rogue (2014), Syndicate (2015), Origins (2017), Odyssey (2018), Valhalla (2020) та Mirage (2023).
До 2017 року чисельність розробників студії зросла до 300, а наступного року досягла 350. Деякі її колишні працівники заснували інші підрозділи Ubisoft у Південно-Східній Азії, зокрема Ubisoft Philippines та Ubisoft Chengdu. Ubisoft Singapore була однією зі студій, які згадувалися в повідомленнях про сексуальні домагання та дискримінацію в Ubisoft. Гуго Рікур, який виконував обов'язки виконавчого директора студії з 2018 року, залишив посаду в рамках внутрішньої перевірки Ubisoft на підставі цих звинувачень. Після випуску журналістського розслідування Kotaku в липні 2021 року про сексуальні домагання та дискримінацію в Ubisoft Singapore, сінгапурський Тристоронній альянс за справедливу та прогресивну практику найму розпочав власне розслідування щодо студії наступного місяця. Слідство дійшло висновку, що Ubisoft Singapore «належним чином розглянула повідомлення про неправомірну поведінку», тоді як заробітна плата відповідала показниками ефективності.
У лютому 2024 було випущено пригодницький бойовик Skull and Bones, робота над яким почалася ще у 2013 році, тоді як його анонс відбувся в червні 2017-го. Гра отримала змішані відгуки критиків.

## Розроблені ігри
| Рік  | Назва                                                    | Платформа                                                      |
| ---- | -------------------------------------------------------- | -------------------------------------------------------------- |
| 2009 | Teenage Mutant Ninja Turtles: Turtles in Time Re-Shelled | PlayStation 3, Xbox 360                                        |
| 2014 | Tom Clancy's Ghost Recon Phantoms                        | Microsoft Windows                                              |
| 2024 | Skull and Bones                                          | Amazon Luna, Microsoft Windows, PlayStation 5, Xbox Series X/S |

### Додаткова розробка
| Рік  | Назва                                    | Платформа                                                                                              | Розробник                                                 |
| ---- | ---------------------------------------- | --- | --------------------------------------------------------- |
| 2009 | Assassin's Creed II                      | Microsoft Windows, PlayStation 3, PlayStation 4, Xbox 360, Xbox One                                    | Ubisoft Montréal                                          |
| 2010 | Prince of Persia: The Forgotten Sands    | Microsoft Windows, PlayStation 3, Wii, Xbox 360                                                        | Ubisoft                                                   |
| 2011 | Assassin's Creed: Revelations            | Microsoft Windows, PlayStation 3, PlayStation 4, Xbox 360, Xbox One                                    | Ubisoft Montréal                                          |
| 2012 | Tom Clancy's Ghost Recon: Future Soldier | Microsoft Windows, PlayStation 3, Xbox 360                                                             | Red Storm Entertainment, Ubisoft Paris, Ubisoft Bucharest |
| 2012 | Assassin's Creed III                     | Microsoft Windows, PlayStation 3, Wii U, Xbox 360                                                      | Ubisoft Montréal                                          |
| 2013 | Assassin's Creed IV: Black Flag          | Microsoft Windows, Nintendo Switch, PlayStation 3, PlayStation 4, Wii U, Xbox 360                      | Ubisoft Montréal                                          |
| 2014 | Assassin's Creed Unity                   | Google Stadia, Microsoft Windows, PlayStation 4, Xbox One                                              | Ubisoft Montréal                                          |
| 2014 | Assassin's Creed Rogue                   | Microsoft Windows, Nintendo Switch, PlayStation 3, PlayStation 4, Xbox 360, Xbox One                   | Ubisoft Sofia                                             |
| 2015 | Assassin's Creed Syndicate               | Google Stadia, Microsoft Windows, PlayStation 4, Xbox One                                              | Ubisoft Québec                                            |
| 2017 | Assassin's Creed Origins                 | Google Stadia, Microsoft Windows, PlayStation 4, Xbox One                                              | Ubisoft Montréal                                          |
| 2018 | Assassin's Creed Odyssey                 | Google Stadia, Nintendo Switch, Microsoft Windows, PlayStation 4, Xbox One                             | Ubisoft Québec                                            |
| 2020 | Assassin's Creed Valhalla                | Amazon Luna, Google Stadia, Microsoft Windows, PlayStation 4, PlayStation 5, Xbox One, Xbox Series X/S | Ubisoft Montréal                                          |
| 2023 | Assassin's Creed Mirage                  | Amazon Luna, Microsoft Windows, PlayStation 4, PlayStation 5, Xbox One, Xbox Series X/S                | Ubisoft Bordeaux                                          |